# Dominique Poulot
Dominique Poulot est un historien français, spécialisé dans l'histoire du patrimoine et des musées. Il est professeur des universités à l'Université Paris 1 Panthéon-Sorbonne.

## Biographie
Dominique Poulot, élève de Pierre Nora à l'EHESS, a obtenu l'agrégation d'histoire en 1978, soutenu son DEA en 1979 et sa thèse de doctorat en 1989. Celle-ci portait sur les origines intellectuelles du patrimoine et la formation des musées en France. Il a été professeur aux universités Pierre Mendès France (Grenoble II) et François Rabelais (Tours) avant de rejoindre l'Université Paris 1 Panthéon-Sorbonne. Il a également travaillé dans diverses institutions nord-américaines : Getty Research Institute, Center for Advanced Study in the Visual Arts.
Il consacre ses recherches à l'histoire de l'institution de la culture, notamment aux phénomènes de patrimonialisation. Jean Monnet Fellow à l'Institut Universitaire Européen (Florence) en 1991, il a travaillé sur l'histoire comparée de la patrimonialisation en Europe.
Il est membre honoraire de l'Institut Universitaire de France et directeur de l'école doctorale d'histoire de l'art de l'Université Paris 1 Panthéon-Sorbonne. Il est président du Comité des travaux historiques et scientifiques du 21 janvier 2014 à 2016[réf. souhaitée], après avoir présidé la section Archéologie et Histoire de l'Art.

## Direction de programme
Dominique Poulot dirige un volet du programme européen Eunamus, consacré à l'étude des musées nationaux en  Europe.

## Responsabilités éditoriales
Dominique Poulot est responsable de collections aux éditions de l'Harmattan :
- codirection de la collection Patrimoines et sociétés, avec Catherine Ballé, Elisabeth Caillet et Françoise Dubost, collection qui comprend octobre 2015 21 ouvrages (dont des ouvrages disponibles en version numérique ebook)[10]
- direction de la collection Logiques historiques, qui comprend en octobre 2015 72 ouvrages[11].

## Principales publications

### Comme auteur
- Bibliographie de l’histoire des musées de France, Paris, Éditions du Comité des Travaux Historiques et Scientifiques, 1994, 182 p.
- Surveiller et s’instruire. La Révolution française et l’intelligence de l’héritage historique, Oxford, Voltaire Foundation, Studies on Voltaire and the eighteenth century, vol. 344, 1996, xii-592 p.
- Musée, nation, patrimoine, 1789-1815, Paris, Gallimard, Bibliothèque des Histoires, 1997, 406 p.
- L’esprit des lieux. Le patrimoine et la cité, avec Daniel Grange (éd), Grenoble, Presses Universitaires de Grenoble, 1997, 476 pages.
- Les Lumières, Paris, Presses Universitaires de France, coll. « Premier cycle », 2000, 420 pages[12].)  (ISBN 9782130482284)
- Patrimoine et Musée : l’institution de la culture, Paris, Hachette, collection « Carré Histoire », 2001, 224 p.  (ISBN 9782011451835); nouvelle édition revue et augmentée, 2014, 256p.
- Musées en Europe: une mutation inachevée, avec Catherine Ballé, Paris, La Documentation française, 2004, 286p.  (ISBN 2-11-005587-1) (traduit en japonais)
- Une histoire des musées de France, Paris, La Découverte, collection “L’espace de l’histoire”, 2005, 200p. Réédition, Paris, La Découverte, collection La Découverte/ Poche, 2008.
- Musée et muséologie, Paris, La Découverte, collection « Repères », 2005, 122 p, 2e éd. 2009. (traduit en italien, espagnol, brésilien, coréen)
- Une histoire du patrimoine en Occident XVIIIe-XXIe siècle : du monument aux valeurs, Paris, PUF, collection « Le Nœud gordien », 2006, 192 p. 2e édition, PUF, 2009. 192 p.  (ISBN 2-13-055104-1) (traduit en espagnol)[13]

### Comme directeur ou éditeur
- Patrimoine et Modernité, Paris, L’Harmattan, collection «Chemins de la mémoire », 1998.
- L’enseignement de l’art, XVIIIe – XXIe siècles, avec Alain Bonnet et Jean-Miguel Pire, Rennes, Presses Universitaires de Rennes, 2009.

### Articles
- Avec  Tony Bennett et Andrew McClellan, « Pouvoirs au musée », Perspective, 1 | 2012, 29-40 [mis en ligne le 30 décembre 2013, consulté le 31 janvier 2022. URL : http://journals.openedition.org/perspective/460 ; DOI : https://doi.org/10.4000/perspective.460].